# Karin M. Eichhoff-Cyrus
Karin M. Eichhoff-Cyrus, zuvor Karin M. Frank-Cyrus (* 22. Juni 1949 in Braunschweig), ist eine deutsche Sprachwissenschaftlerin mit dem Arbeitsschwerpunkt Angewandte Linguistik. Sie ist Honorarprofessorin für Germanistische Sprachwissenschaft an der Martin-Luther-Universität Halle-Wittenberg. Zusammen mit dem Sprachwissenschaftler Gerd Antos und dem Juristen Heiner Lück leitet sie das Zentrum für Rechtslinguistik.

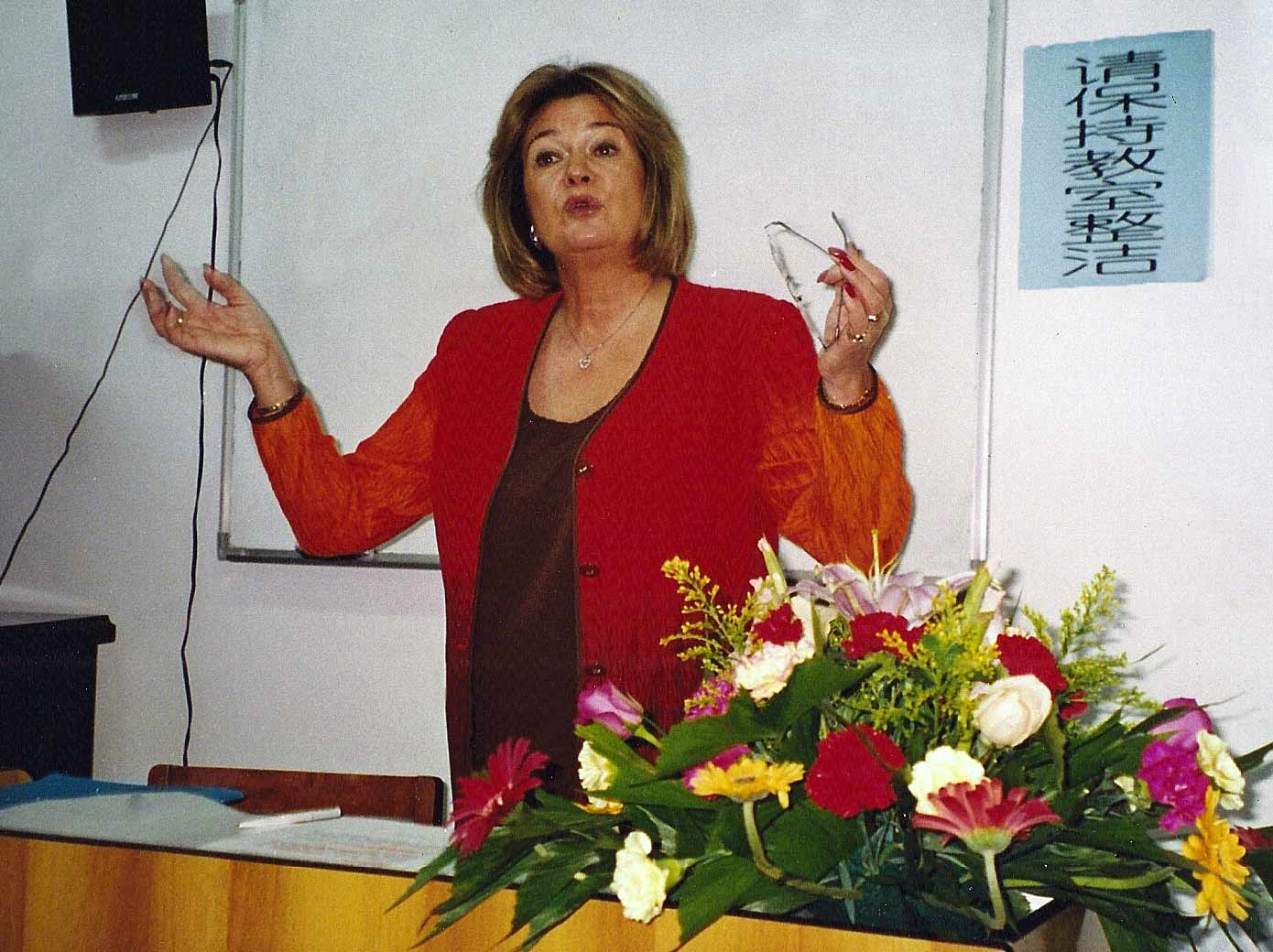
Karin M. Eichhoff-Cyrus bei einem Vortrag an der Volksuniversität Peking (2007)

## Leben
Eichhoff-Cyrus absolvierte das Studium der Germanistik und Geschichte an den Universitäten Hannover, Braunschweig, Heidelberg, Frankfurt am Main sowie an der Harvard University (USA). Eine Ausbildung als Gymnasiallehrerin (Zweites Staatsexamen) in den Fächern Deutsch und Geschichte folgte. Mehrere Jahre war sie Trainerin und Seminarleiterin für Rhetorik bei Firmen, Verbänden, Volkshochschulen.
Seit 1990 unterrichtete Karin M. Eichhoff-Cyrus als Lehrbeauftragte (Fachbereich: Germanistische Linguistik) an den Universitäten Frankfurt am Main, Darmstadt, Heidelberg und Halle-Wittenberg. Im Wintersemester 1999 nahm sie eine Dozentur an der University of Pennsylvania (Philadelphia/USA) wahr; 2001/2002 übernahm sie für zwei Semester die Vertretung einer Professur am Institut für Sprach- und Literaturwissenschaft der Technischen Universität Darmstadt; 2003 war sie Gastdozentin an der Tongji-Universität in Shanghai/China.
Praktische Erfahrung mit Sprache erwarb Eichhoff-Cyrus als Moderatorin, Reporterin und Redakteurin in Hörfunk und Fernsehen. Sie ist Mitherausgeberin der Reihe »Thema Deutsch« (Duden).
Von 1993 bis 2010 war sie Geschäftsführerin der Gesellschaft für deutsche Sprache (GfdS) in Wiesbaden und somit auch verantwortlich für den Redaktionsstab der GfdS beim Deutschen Bundestag in Berlin; unter anderem wirkte sie an der Gründung des Deutschen Sprachrats (2003) sowie des Zentrums für Rechtslinguistik (2008) mit.
Sie ist Mitglied der Auswahlkommission der Studienstiftung des deutschen Volkes und war 2003 Gründungsmitglied des Deutschen Sprachrates. Zudem befasste sie sich mit der Wissenschaftlichen Begleitung des Projekts der Gesellschaft für deutsche Sprache mit dem Bundesministerium der Justiz: „Verständliche Gesetze“ (2007–2009) und war Mitinitiatorin des von der GfdS eingerichteten Redaktionsstab Rechtssprache beim Bundesministerium der Justiz (2009–2012). Sie leitet gemeinsam mit Gerd Antos und Heiner Lück das Zentrum für Rechtslinguistik an der Martin-Luther-Universität Halle-Wittenberg.

## Arbeitsschwerpunkte
- Soziolinguistik des Deutschen
- Textualität (insbesondere Situationalität, handlungstheoretisch orientierte Textforschung)
- Sprachtypologie: Textsorten (insbesondere Kommunikationstypologie, Konversationsanalyse)
- Textproduktion/Textrezeption (insbesondere Mediensprache)
- Sprachsoziologie: pragmatische Texttheorie, geschlechtergerechte Sprachverwendung
- Zusammenwirken von Sprache und Gesellschaft in historischen Situationen
- Sprachvariation
- Rechts- und Verwaltungssprache
- Rhetorik

## Schriften

### Autorin
- Einstellungen der Justiz zur Rechts- und Verwaltungssprache. Eine Trendumfrage. (Zusammen mit Thomas Strobel.) In: Der Sprachdienst 5/2009, S. 133–151.
- Sprachgesellschaften und Sprachvereine. (Zusammen mit Peter Schlobinski.) In: Der Deutschunterricht 5/2009: Sprachverfall?, S. 63–71.
- Feministische Linguistik im Unterricht »Deutsch als Fremdsprache« (DaF). In: Lochtman, Katja/Müller, Heidy Margit: Sprachlehrforschung, Festschrift für Prof. Dr. Madeline Lutjeharms. Bochum 2009, S. 126–136.
- Rechtssprache im Wandel. Die sprachliche Gleichbehandlung von Frauen und Männern in Rechtstexten von Bund und Ländern. In: Karin M. Eichhoff-Cyrus und Gerd Antos (Hgg.): Verständlichkeit als Bürgerrecht? Die Rechts- und Verwaltungssprache in der öffentlichen Diskussion. Mannheim/Leipzig/Wien/Zürich 2008, S. 344–360.
- Die »verkaufte« Frau – Sexismus in der Werbesprache. In: Karin M. Eichhoff-Cyrus (Hg.): Adam, Eva und die Sprache. Beiträge zur Geschlechterforschung. Mannheim/Leipzig/Wien/Zürich 2004, S. 102–113.
- Feminismus – eine gesellschaftspolitische Bewegung verändert die deutsche Sprache. In: Sandro M. Moraldo und Marcello Soffritti (Hgg.): Deutsch aktuell. Einführung in die Tendenzen der deutschen Gegenwartssprache. Rom 2004, S. 194–201.
- Neues Recht: Sprachliche Gleichbehandlung der Geschlechter vor dem Gesetz. In: Muttersprache, Heft 4/2002, S. 324–336.
- Vom Briefsteller zur Netikette: Textsorten gestern und heute. In: Karin M. Eichhoff-Cyrus und Rudolf Hoberg (Hgg.): Die deutsche Sprache zur Jahrtausendwende. Mannheim/Leipzig/Wien/Zürich 2000, S. 53–62.
- Gesetze geschlechtergerecht gestalten – aber wie? Zwei Gutachten der Gesellschaft für deutsche Sprache für das Bundesministerium der Justiz. (Zusammen mit Margot Dietrich.) In: Germanistische Linguistik, Heft 139–140/1998, S. 49–86.
- Sprachliche Gleichbehandlung von Frauen und Männern in Gesetzestexten. In: Der Sprachdienst 2/1997, S. 55–68.

### Herausgeberin
- Karin M. Eichhoff-Cyrus und Gerd Antos (Hgg): Verständlichkeit als Bürgerrecht? Die Rechts- und Verwaltungssprache in der öffentlichen Diskussion. Mannheim/Leipzig/Wien/Zürich 2008.
- Karin M. Eichhoff-Cyrus (Hg): Adam, Eva und die Sprache. Beiträge zur Geschlechterforschung. Mannheim/Leipzig/Wien/Zürich 2004.
- Karin M. Eichhoff-Cyrus und Rudolf Hoberg (Hgg.): Sprachkultur oder Sprachverfall? Die deutsche Sprache vor der Jahrtausendwende. Mannheim/Leipzig/Wien/Zürich 2000.